# Miodusy Wielkie

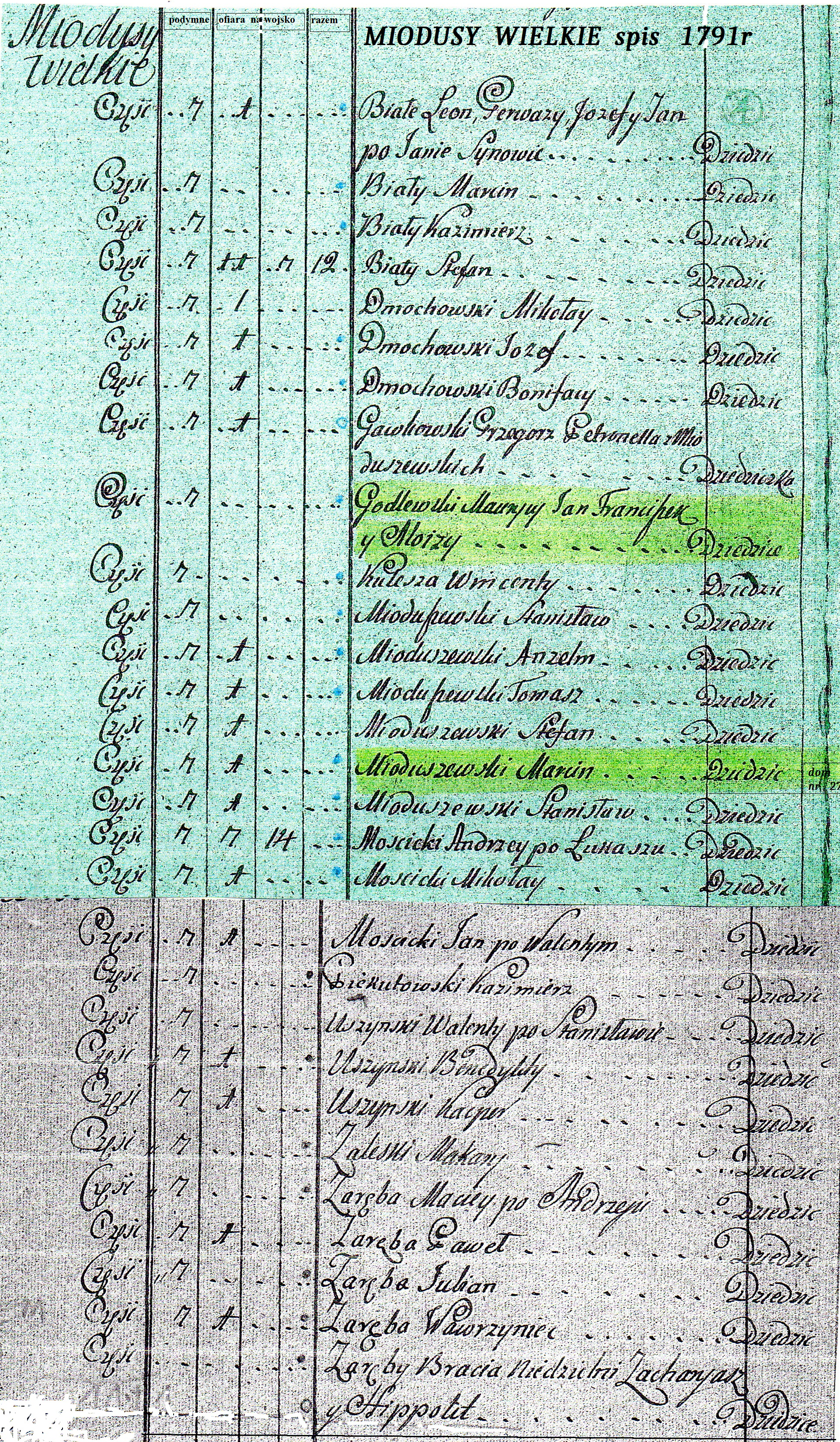
Miodusy Wielkie, fragment spisu mieszkańców z 1791r

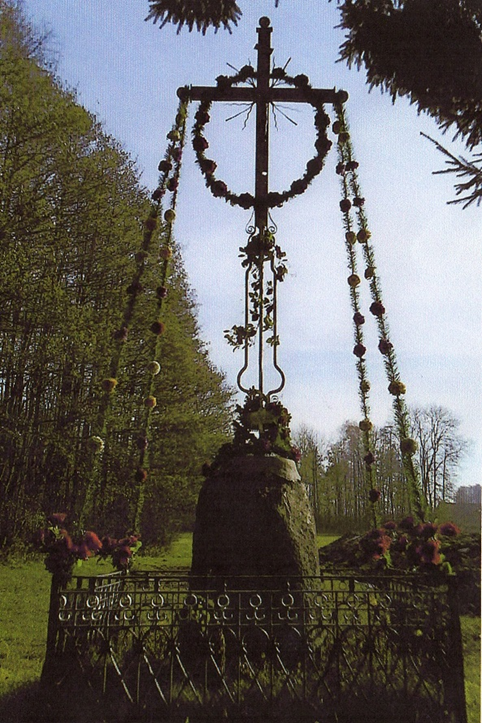
Zabytkowy krzyz z 1889r w Miodusach Wielkich

Miodusy Wielkie – wieś sołecka w Polsce położona w województwie podlaskim, w powiecie wysokomazowieckim, w gminie Wysokie Mazowieckie.
W latach 1975–1998 miejscowość administracyjnie należała do województwa łomżyńskiego.
| SIMC    | Nazwa         | Rodzaj    |
| ------- | ------------- | --------- |
| 0410420 | Miodusy-Perki | część wsi |

Wierni kościoła rzymskokatolickiego należą do parafii św. Michała Archanioła w Jabłonce Kościelnej.

## Historia
Pierwotnie Miodusy albo Miodusze, położone w pobliżu źródeł niewielkiej rzeki Brok Mały, dopływu Broku.
W dokumentach sądowych wieś wzmiankowana w 1471 r. Była gniazdem rodziny Mioduszewskich, herbu Ostoja, dlatego w XVI w. zwana Starą Wsią.
Mioduszewscy odnotowani w źródłach:
- w  połowie XVII w. wzmiankowano Bartłomieja Mioduszewskiego, komornika ziemskiego, zambrowskiego
- wielu Mioduszewskich uczestniczyło w elekcjach królewskich, m.in.: Walenty w roku 1669 czy Kazimierz w roku 1697
- na początku XVII w. żył Wojciech, cześnik bielski, a Stanisław był poborcą podatkowym drohickim
- w 1723 r. Tomasz został viceregentem grodzkim, mińskim, następnie miecznikiem bielskim
- Maciej wzmiankowany jako cześnik drohicki
- kilku Mioduszewskich było oficerami i brało udział w Powstaniu Listopadowym[8]

W roku 1827 Miodusy liczyły 35 domów i 230 mieszkańców. W wieku XIX miejscowość w powiecie mazowieckim, gmina i parafia Jabłonka.
Obok znajdowały się inne wsie tworzące tzw. okolicę szlachecką:
- Miodusy-Litwa
- Miodusy-Perki
- Miodusy-Stasiowięta
- Miodusy-Stok[9].

W 1921 r. naliczono tu 36 budynków z przeznaczeniem mieszkalnym i 243 mieszkańców (119 mężczyzn i 124 kobiety). Wszyscy podali narodowość polską i wyznanie rzymskokatolickie.
W roku 2007 we wsi mieszkało 162 osoby.

## Szkoła powszechna
W okresie międzywojennym, z pewnymi przerwami, działała tu jednoklasowa szkoła powszechna. Po roku 1930 stała się filią szkoły w Jabłonce Kościelnej. Liczba uczniów nie przekraczała 50 osób.
Nauczyciele: Stefan Bielański, Bolesława Jarząbkówna, Albin Winogrodzki, od 1938 r. Aniela Dąbrowska.

## Obiekty użyteczności publicznej
- Ochotnicza Straż Pożarna – jednostka typu „S”,  posiada remizę[8]

## Obiekty zabytkowe
- młyn drewniany motorowo-elektryczny – 1944-1948 r.[11]